# Gururin
Gururin (ぐるりん en japonés) es un videojuego de puzle desarrollado por Face y editado por SNK en 1994 para Neo-Geo MVS (NGM 067),,.